# 笠原織人
笠原 織人（かさはら おりと、1992年2月29日 - ）は、日本の俳優。
2002年1月、蜷川幸雄演出の舞台『身毒丸 ファイナル』でデビュー。
2016年10月10日、進化系ダンスヴォーカルユニットとしてデビュー。
アーティスト活動では、グループの中で一番の汗っかきと公言している。
ニコニコ動画で毎月生放送されているキャストサイズニュースにアシスタントとして出演している。
舞台ヨルハver1.3aで共演した田中宏輝、松原凛とともに『秘密の夜会』を結成。インスタライブやイベントを不定期で開催している他、Youtubeチャンネル『ちるサンダー』のメンバーとしても活動中。

## 出演

### テレビドラマ
- GOOD LUCK!!（2003年、新海元（少年期））
- 愛しき者へ（2003年、佐伯麻也）
- 電池が切れるまで（2004年、三枝慎吾）
- ラストクリスマス（2004年）
- 大奥〜第一章〜 スペシャル（2005年、家綱）
- 七色のおばんざい（2005年、糸川雪弥）
- 生徒諸君!（2007年、フリースクール生徒）
- 山おんな壁おんな（2007年、毬谷栄太）
- 警官の血（2009年、田川克三）

### 映画
- 楳図かずお恐怖劇場「ねがい」（2005年、主人公・柚木等）
- 劇場版 超星艦隊セイザーX 戦え!星の戦士たち（2005年、ボルム星人リキ）[1]
- TELL ME 〜hideと見た景色〜（2022年、KIYOSHI）

### 舞台
- 蜷川幸雄演出作品
  - 身毒丸 ファイナル（2002年）- せんさく 役
  - マクベス（2002年）- マクダフの息子 役
  - リチャード三世（2003年）- ヨーク公（幼少期） 役
  - お気に召すまま（2004年）- 小姓 役
- テイルズ オブ ザ ステージ -ローレライの力を継ぐ者- EMOTIONAL ACT（2018年8月22日 - 26日、Zepp ダイバーシティ東京）- ディスト 役
- ヨルハ Ver1.3a (2019年7月4日 - 7日、サンシャイン劇場・7月11日 - 14日、サンケイホールブリーゼ) - 司令官 役
- マジカルリバースワールド2019 (2019年9月26日 -  10月2日、ラゾーナ川崎プラザソル) - イラミー 役
- ヨルハ Ver1.3aa(2020年3月12日 - 15日、渋谷区文化総合センター大和田 4階 さくらホール) - 司令官 役　※新型コロナウイルス感染拡大防止のため公演中止
- ティアムーン帝国物語 THE STAGE（2020年9月9日-13日、新宿LIVE）- アベル・レムノ 役[2]

- Charm Vol3.『Withered Life』 (2021年3月31日 - 4月4日、ラゾーナ川崎プラザソル) - 主人公・工藤春 役
- 信長の野望・大志 ～最終章～ 群雄割拠 関ヶ原 (2021年7月23日 - 7月29日、かめありリリオホール) - 佐竹義重 役 ※新型コロナウイルス感染者が出たため一部の公演中止。
- 最初で最後の恋 (2022年4月14日 - 4月17日、キーノートシアター) - 主人公・太刀川咲久 役
- ゼロテラ/001『クラド』（2022年9月28日 - 10月2日、六行会ホール）- 日ノ出モノザネ 役
- 舞台『鬼神の影法師』-玲瓏万華篇-（2024年6月13日 - 23日、あうるすぽっと） - 勾陳 役[3]
  - 舞台『鬼神の影法師』-千年双月篇-（2025年1月9日 - 21日、あうるすぽっと）[4]
- The Smoke Shelter Produce #3『ダ・ビング・ハロウ』（2024年11月22日 - 26日、シアターグリーン BOX in BOX THEATER）[5]
- ACTORS×BATTLE II（2024年12月28日、シアターグリーン BASE THEATER）[6]
- 舞台『スタンドマイヒーローズ』（2025年9月3日 - 14日〈予定〉、シアターサンモール） - 都築誠 役[7]

### バラエティ
- キッズステーション「アミーゴ情報局」（2003年4月 - 2004年3月、CS放送）
- 科学大好き土よう塾（2003年10月 - 2004年3月、NHK教育テレビ）

### ラジオドラマ
- FMシアター「キップをなくして」（2006年、NHK-FM）- 主人公・イタル

### アプリ
- 戦国小町苦労譚 語絵巻 - カタリエマキ - - 可児才蔵 役[8]

## ディスコグラフィ

### 音楽CD
| 発売日        | 商品名 | 歌 | 楽曲 | 備考 |
| ------------- | ------ | -- | ---- | ---- |
| 2017年8月30日 |        |    | 「」 |      |